# Limbasari
Limbasari is een bestuurslaag in het regentschap Purbalingga van de provincie Midden-Java, Indonesië. Limbasari telt 2918 inwoners (volkstelling 2010).